# La Chapelle-Hermier

La Chapelle-Hermier este o comună în departamentul Vendée, Franța. În 2009 avea o populație de 796 de locuitori.